# Artur Reiski
Artur Reiski, Reyski (ur. 30 września 1857 w Drzewicy, zm. 25 sierpnia 1928 w Warszawie) – polski historyk,
genealog, heraldyk, prawnik i baron.

## Życiorys
Pochodził z czeskiej rodziny używającej przydomka z Dubnic i tytułu baronów potwierdzonego w Królestwie Polskim w 1824. Studiował prawo na Uniwersytecie Jagiellońskim, w 1883 obronił doktorat praw. Osiadł w rodzinnej Drzewicy, gdzie wykonywał obowiązki sędziego pokoju oraz poświęcił się badaniom heraldycznym. Zgromadził liczne materiały do dziejów polskich rodów rycerskich i rodzin szlacheckich, które wykorzystywał współpracując ze swoim przyjacielem Adamem Bonieckim od 1899 przy wydawaniu Herbarza polskiego. Po śmierci Bonieckiego w 1909 sam wydał trzy tomy Herbarza (do tomu XVI, do hasła "Makomaski"). Swoje archiwum zapisał młodemu historykowi Włodzimierzowi Dworzaczkowi, który kontynuował prace nad Herbarzem do 1944, kiedy materiały uległy zniszczeniu w pożarze Biblioteki Krasińskich w Warszawie w czasie powstania warszawskiego.
Był członkiem Towarzystwa Heraldycznego we Lwowie.